# Jean-Claude Dussault
Jean-Claude Dussault (* 9. September 1930 in La Minerve/Québec; † 20. April 2012 in Montreal) war ein kanadischer Autor und Journalist.

## Leben
Dussault besuchte die École normale Jacques-Cartier in Montreal. 1948 schloss er sich der Automatistengruppe um den Dichter Claude Gauvreau an. 1952–53 lebte er in Paris und lernte dort durch die Arbeiten von René Guénon die hinduistischen Traditionen kennen. Ergebnis einer Indienreise 1958 war sein Essai sur l'hindouisme.
Ab 1959 arbeitete er für den internationalen Dienst der Zeitung La Presse. Nach einer Japanreise 1962 übernahm er die Leitung der Kunst- und Unterhaltungsabteilung von La Presse, die er bis 1986 innehatte. Während dieser Zeit verfasste er zahlreiche Buchrezensionen und führte Interviews mit französischen Autoren, die durch Montreal reisten. Er verließ La Presse im Jahr 1991.

## Schriften
- Proses – suites lyriques, 1955
- Le jeu des brises, 1956
- Dialogues platoniques, 1956
- Essai sur l'hindouisme, 1961
- Pour une civilisation du plaisir, 1968
- Le corps vêtu de mots, 1972
- L'orbe du désir, 1976
- Eloge et procès de l'art moderne (mit Gilles Toupin), 1979
- Le I Ching (mit Jean Maillé), 1982
- Journal de Chine, 1986
- L'Inde vivante: des monastères du Ladakh aux rives sacrées de Kanya Kumari, 1990
- Au commencement était la tristesse..., 1992
- L'effet Nintendo, une enquête métaphysique sur la réalité virtuelle, 1997